# Кам'янець-Подільський деканат
Кам'янець-Подільський деканат — один з 8 католицьких деканатів Кам'янець-Подільської дієцезії Римо-Католицької церкви в Україні.

## Парафії

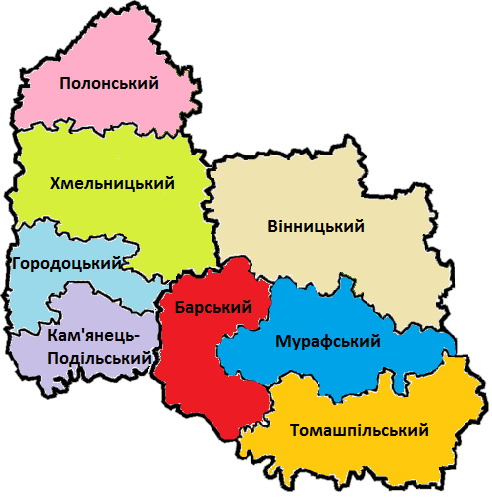
Карта деканатів Кам'янець-Подільської дієцезії

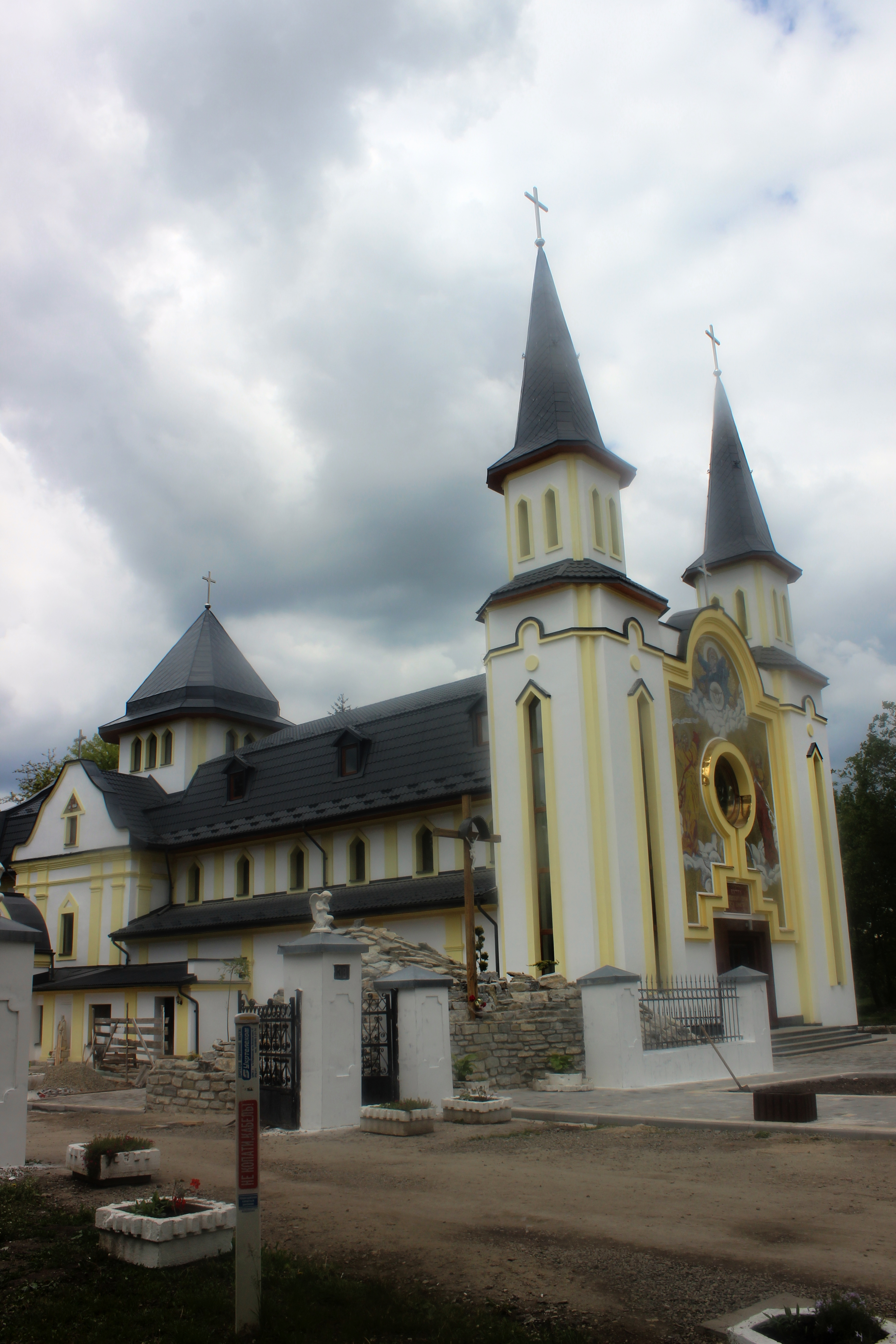
Костел, Санктуарій Пресвятого Серця, вул. Нігинське шосе 38, Кам'янець-Подільський,

- Іванківці – Матері Божої Неустанної Допомоги
- Голозубинці – Непорочного Серця Марії
- Гута-Яцьковецька – Пресвятої Трійці
- Дем'янківці – Матері Божої Цариці
- Дунаївці – Святого Михайла Архангела
- Жванець – Непорочного Зачаття Пресвятої Діви Марії
- Зіньківці – Воздвиження Святого Хреста
- Залісці – Внебовзяття Пресвятої діви Марії
- Заміхів – Святого Йоанна Непомука
- Кам'янець-Подільський – Санктуарій Пресвятого Серця Господа Ісуса
- Кам'янець-Подільський – Святих Апостолів Петра і Павла
- Кам'янець-Подільський – Святого Миколая Єпископа
- Китайгород – Відвідин Пресвятої Діви Марії
- Колибаївка – Христа Царя Всесвіту
- Ксаверівка – Святого Гіацинта
- Лошківці – Матері Божої Неустанної Допомоги
- Міцівці – Свяої Фаустини
- Миньківці – Воздвиження Святого Хреста
- Морозів – Матері Божої Ченстоховської
- Нестерівці – Найсвятішого Серця Господа Ісуса
- Нова Гута – Святого Духа
- Нова Ушиця – Преображення Господнього
- Оринин – Пресвятої Трійці
- Підлісний Мукарів – Святого Йосипа Обручника Пресвятої Діви Марії
- Рудка – Доброго Пастиря
- Сахкамінь – Святого Андрія Апостола
- Слобідка-Гуменецька – Святого Йоана Хрестителя
- Слобідка-Рахнівська – Святого Станіслава Єпископа
- Дунаївці (смт) – Зіслання Святого Духа
- Стара Гута – Святої Анни
- Струга – Усіх Святих
- Тинна – Внебовзяття Пресвятої Діви Марії
- Чимбарівка – Матері Божої Святого Скапулярія
- Шебутинці – Божого Милосердя